# 리댁티드
《리댁티드》(Redacted)는 2007년 공개된 영화이다.

## 줄거리
영화는 2006년 3월 12일 이라크 바그다드 서남부에 위치한 마을에서 미군 병사 5명이 당시 15세 이라크 소녀를 성폭행하고 살해 한 후, 가족까지 몰살한 사건을 그렸다.

## 배역
- 브라이언 드 팔마(감독)
- 켈 오닐
- 타이존스
- 다니엘 스튜어트 셔먼